# Chartreuse Saint-Michel de Kingston
La chartreuse de Saint-Michel de Kingston était un monastère et un hospice chartreux à Kingston upon Hull, en Angleterre, construit juste à l'extérieur des murs de la ville. Le bâtiment de l'hôpital a survécu à la dissolution des monastères par Henri VIII; Le prieuré a été détruit en 1538. La structure de l'hôpital a été détruite avant le premier siège de Hull pendant la première révolution anglaise. Un nouveau batiment a été construit en 1645, qui a été remplacé à nouveau en 1780; Les bâtiments fonctionnent comme un hospice avec une chapelle attenante, et sont restés en usage jusqu'à nos jours. 
La zone autour de la chartreuse, y compris la chartreuse, a été désignée comme zone de conservation en 1975, qui comprend une école de l'époque victorienne, appelée "La chartreuse" et un cimetière du XVIIIe siècle.

## Histoire

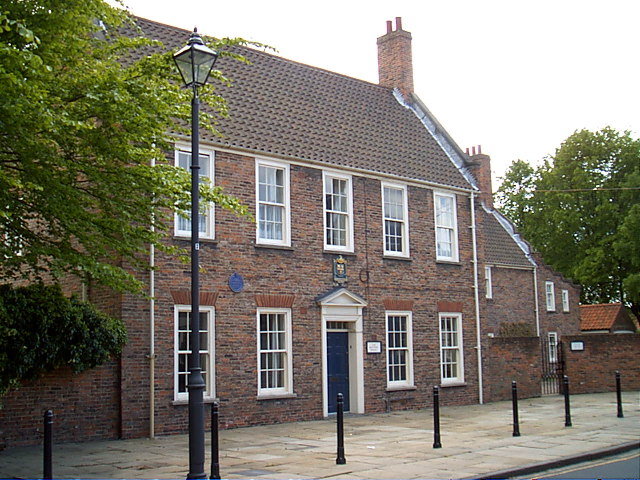
La maison du prieur, construite c. 1780

Selon Tickell dans The History of the Town and County of Kingston Upon Hull (1796), il y avait une maison religieuse sur le site à l'époque d'Edward Ier.
Le terrain est devenu la propriété de William de la Pole au XIVe siècle. Il y a établi un hôpital, connu sous le nom de laMaison Dieu, vers 1350. Selon la Chronique de Melsa, pendant la vie de William, il y avait une communauté de treize hommes et deux femmes qui y vivaient, ainsi qu'un collège de six prêtres; à la suite de conflits à l'intérieur et à l'extérieur de la communauté, ils ont été renvoyés, et plus tard les franciscains ont occupé la place. William avait acquis une autorisation d'Edouard III pour y établir un monastère et avait l'intention d'en fonder un pour les clarisses, mais il est décédé avant qu'il ne soit achevé. Son fils, Michael de la Pole, a achevé la fondation d'un monastère en 1377, dédié à Saint Michel, pour abriter treize moines de l'Ordre des Chartreux,,. William, duc de Suffolk, arrière-petit-fils de William le fondateur, a été enterré ici par sa veuve, Alice Chaucer, comme il le souhaitait, ceci étant leur église familiale. 
Le revenu du monastère en 1535 était supérieur à 230 £, avec un revenu net de 174 £ 18s 3d mais n'a pas été dissous par la « Dissolution of the Lesser Monasteries Act », et a reçu une autorisation du roi de continuer. Il a été supprimé en 1538 et le prieuré a été détruit. L'hôpital a été rendu à la couronne en 1506 en raison des actions d'Edmond de la Pole, 3e duc de Suffolk, mais a été restitué en 1553, au maire et aux bourgeois de Hull. L'hôpital est connu comme la chartreuse, près de l'ancien prieuré.
Pendant la première révolution anglaise, le bâtiment de l'hôpital a été démoli, avant le premier siège de Hull (1642), pour empêcher qu'il ne soit utilisé par les forces assiégeantes. Il a été reconstruit en 1645 pour un coût de 474 £. Les autres cellules et une chapelle ont été construites de 1663 à 1673. Il a été reconstruit à nouveau en 1780 et agrandi en 1803. Dans les années 1860, l'hôpital soignait 70 retraités, chacun avec une allocation de 6 s par semaine.
On pense que la maison du prieur comprend une partie de l'hôpital de 1650. Elle a été endommagée pendant la Seconde Guerre mondiale et restaurée en 1950. La Chartreuse et la Maison du prieur sont toutes deux des bâtiments classés,.   
En 2002, la chartreuse fonctionnait toujours comme un hospice.

## École de la chartreuse

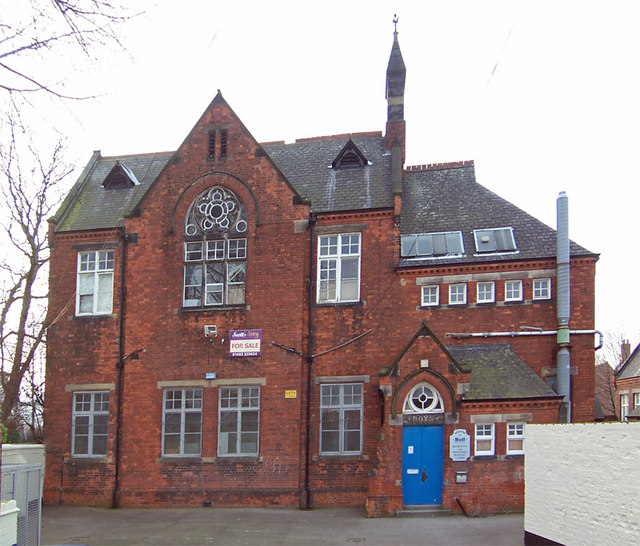
Charterhouse School, Kingston upon Hull (bâtiment de l'école mixte)

L'école de la chartreuse à proximité et à l'est de l'actuelle chartreuse est une construction de l'époque victorienne, un groupe scolaire conçu par  William Botterill (en), construit en 1881. L'école se compose d'une école pour enfants sur un étage et d'une école séparée sur deux étages, avec des entrées séparées pour les garçons et les filles; les salles de classe des filles étaient au premier étage. C'est devenu une école secondaire en 1950. 
En 1967, l'école est devenue une annexe du « Hull College ». En 2015, le site a été vendu par le Collège.

## Héraldique
|  | Suivant la tradition cartusienne la chartreuse porte les armes de son fondateur William de la Pole qui se blasonnent ainsi : « D'azur à la fasce accompagnée de trois rencontres de léopards, le tout d'or. » |

## Emplacements
- 53° 44′ 56″ N, 0° 19′ 57″ O, Chartreuse (actuelle)
- 53° 44′ 55″ N, 0° 19′ 58″ O, Maison du prieur, Chartreuse
- 53° 44′ 56″ N, 0° 20′ 07″ O, Prieuré (site)
- 53° 44′ 55″ N, 0° 19′ 56″ O, École de la chartreuse (primaire)
- 53° 44′ 54″ N, 0° 19′ 55″ O, École (mixte) de la chartreuse

## Sources
- (en) A History of the County of York, vol. 3, 1974, 190–192 p. (lire en ligne), « Houses of Carthusian monks: 4.3 Priory of Kingston-upon-Hull »
- (en) A History of the County of York, vol. 3, 1974b, 310–313 p. (lire en ligne), « Hospitals – 131. Charterhouse Hospital, Hull »
- (en) James Joseph Sheahan, General and concise history and description of the town and port of Kingston upon Hull, Simpkin, Marshall, & Co., 1864 (lire en ligne)
- (en) « Charterhouse Conservation Area Character Appraisal » [archive du 4 octobre 2013], Hull City Council, juillet 2010